# Championnat d'Azerbaïdjan d'échecs
Le championnat d'échecs d'Azerbaïdjan est organisé chaque année, habituellement à Bakou par la Fédération azerbaïdjanaise des échecs (FAE).
Le premier championnat azerbaïdjanais eut lieu en 1934, alors que l'Azerbaïdjan était membre de la République socialiste fédérative soviétique de Transcaucasie. Tenus sporadiquement dans la République socialiste soviétique d'Azerbaïdjan jusqu'en 1945, les championnats reprirent ensuite annuellement jusqu'à nos jours.

## Palmarès masculin
- 1992 : Raouf Gadjily
- 1993 : Rahim Gashimov
- 1994 : Raouf Gadjily
- 1995 : Vugar Gashimov
- 1996 : Vugar Gashimov
- 1997 : Aidyn Gousseinov
- 1998 : Vugar Gashimov
- 1999 : Rufat Bagirov (en)
- 2000 : Azer Mirzoev
- 2001 : Shakhriyar Mamedyarov
- 2002 : Shakhriyar Mamedyarov
- 2003 : Rauf Mamedov
- 2004 : Rauf Mamedov
- 2006 : Rauf Mamedov
- 2007 : Elmir Gousseinov
- 2008 : Rauf Mamedov[1]
- 2009 : Rashad Babaev (en)
- 2010 : Eltaj Safarli
- 2011 : Nidjat Mamedov
- 2012 : Vugar Rasulov (en)
- 2013 : Rauf Mamedov
- 2014 : Ülvi Bacarani
- 2015 : Rauf Mamedov
- 2016 : Eltaj Safarli
- 2017 : Nidjat Abassov
- 2018 : Abdulla Gadimbayli[2]
- 2019 : Mahammad Muradli[3]
- 2020 :
- 2021 : Vasif Durarbayli[4]
- 2022 : Mahammad Muradli[5]
- 2023 : Vasif Durarbayli[6]
- 2024 : Aydin Suleymanli[7]
- 2025 : Rauf Mamedov[8]

## Palmarès féminin
- 2001 : Zeynəb Məmmədyarova
- 2002 : Firouza Velikhanli
- 2003 : Türkan Məmmədyarova
- 2004 : Afag Khudaverdiyeva
- 2006 : Khayala Isgandarova (en)
- 2007 : Mehriban Şükürova
- 2008 : Zeynəb Məmmədyarova
- 2009 : Narmin Kazimova
- 2010 : Türkan Məmmədyarova
- 2011 : Türkan Məmmədyarova
- 2012 : Türkan Məmmədyarova
- 2013 : Khayala Abdulla
- 2014 : Khayala Abdulla
- 2015 : Zeynəb Məmmədyarova
- 2016 : Nərmin Kazımova
- 2017 : Günay Məmmədzadə
- 2018 : Khanim Balajayeva[9]
- 2019 : Günay Məmmədzadə
- 2020 : Khanim Balajayeva[10]
- 2021 : Gulnar Mammadova[11]
- 2022 : Govhar Beydullayeva[12]
- 2023 : Govhar Beydullayeva[13]
- 2024 : Ayan Allahverdiyeva (en)[14]
- 2025 : Günay Məmmədzadə[8]